# Antonio Mario Innamorato
Antonio Mario Innamorato (Teggiano, 5 gennaio 1937 – Polla, 21 aprile 2018) è stato un politico italiano. Sottosegretario di Stato alla Pubblica Istruzione durante il Governo Ciampi.

## Biografia
Presidente della provincia di Salerno dal 1985 al 1987, assessore, consigliere provinciale e comunale, sindaco della città di Teggiano, è stato Senatore della Repubblica per due legislature (X e XI) e Sottosegretario di Stato alla Pubblica Istruzione nel Governo Ciampi. È stato il primo firmatario di una delle proposte di legge di Istituzione del Parco Nazionale del Cilento e Vallo di Diano. Innamorato detiene anche un record, quello dell’elezione con la più alta percentuale di voti tra i candidati del Partito socialista italiano.
Era legatissimo ad Enrico Quaranta, senatore del Psi di San Pietro al Tanagro. Ha sempre creduto nelle potenzialità delle bellezze naturalistiche ed archeologiche del Vallo di Diano e del Cilento ed infatti oltre ad essersi battuto per poter ottenere, riuscendoci, l’istituzione del Parco, nel corso del suo ultimo mandato al Senato è stato il primo firmatario di un disegno di legge per l’istituzione della Soprintendenza archeologia di Paestum.
Nel 2010 partecipò alla famosa Maratona di New York. Muore all'età di 81 anni dopo una lunga malattia.

## Incarichi parlamentari

### X Legislatura della Repubblica Italiana
Durante la X Legislatura della Repubblica Italiana, fu eletto il 14 giugno 1987, proclamato il 27 giugno 1987 e convalidato il 22 dicembre 1993 e assunse i seguenti incarichi:
- Componente del Comitato Direttivo dal 7 agosto 1987 al 27 settembre 1989 del PSI
- 4ª Commissione permanente (Difesa):
  - Membro dal 1 agosto 1987 al 4 agosto 1987
  - Segretario dal 4 agosto 1987 all'11 marzo 1988

- 13ª Commissione permanente (Territorio, ambiente, beni ambientali):
  - Membro dal 1 agosto 1987 all'11 marzo 1988 (sostituito da Delio Meoli fino all'11 marzo 1988)
  - Membro dall'11 marzo 1988 al 27 settembre 1989 (sostituito da Delio Meoli dal 1 agosto 1987 all'11 marzo 1988)
  - Membro dal 27 settembre 1989 al 22 aprile 1992 (sostituito da Delio Meoli dal 1 agosto 1987 all'11 marzo 1988)

- Commissione di controllo sugli interventi nel Mezzogiorno:
  - Membro dal 23 ottobre 1987 al 12 novembre 1987
  - Vicepresidente dal 12 novembre 1987 al 22 aprile 1992

### XI Legislatura della Repubblica Italiana
- Sottosegretario di Stato per la Pubblica struzione dal 7 maggio 1993 al 9 maggio 1994[4]

- 8ª Commissione permanente (Lavori pubblici, comunicazioni):
  - Membro dal 16 giugno 1992 al 17 giugno 1992

- 13ª Commissione permanente (Territorio, ambiente, beni ambientali):
  - Membro dal 17 giugno 1992 all'11 maggio 1993 (in sostituzione del Wolfango Zappasodi dall'11 maggio 1993 al 14 aprile 1994)
  - Membro dall'11 maggio 1993 al 14 aprile 1994 (in sostituzione del Wolfango Zappasodi fino al 14 aprile 1994)

- Commissione parlamentare per il parere al Governo sulla destinazione dei fondi per la ricostruzione del Belice:
  - Membro dall'8 febbraio 1993 al 12 maggio 1993